# 頂置層
頂置層（ちょうちそう、英語: topset bed）とは、三角州を形成している急斜面（前置面）を形成している前置層の更に上に緩い傾斜で堆積している堆積物を指す岩石学の用語。